# Акустичні матеріали

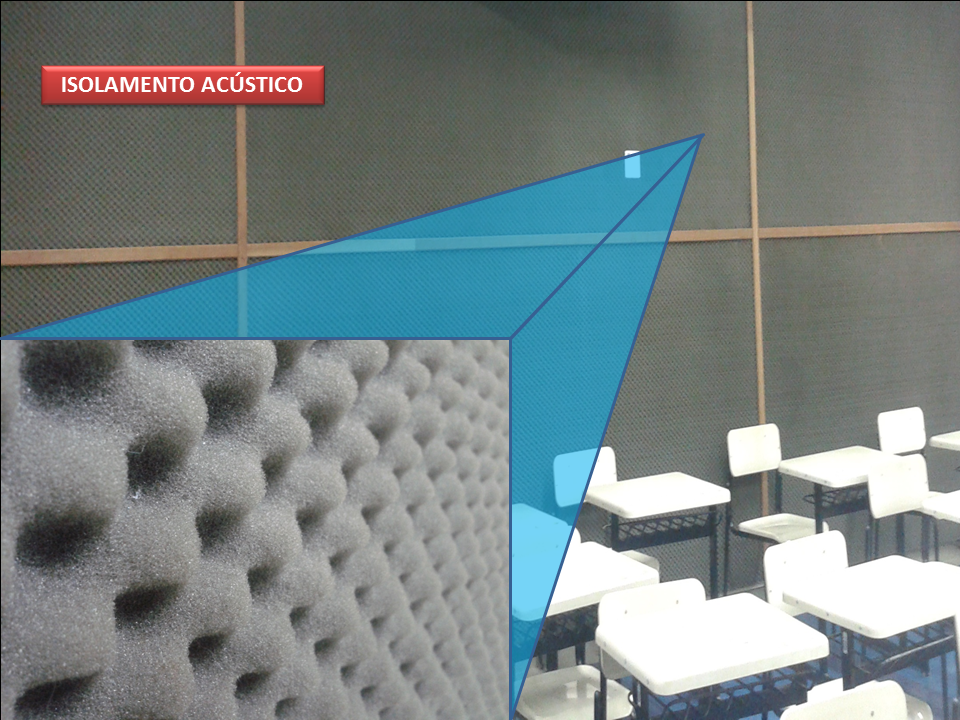
Приміщення, зі стінами покритими звукопоглинальним матеріалом

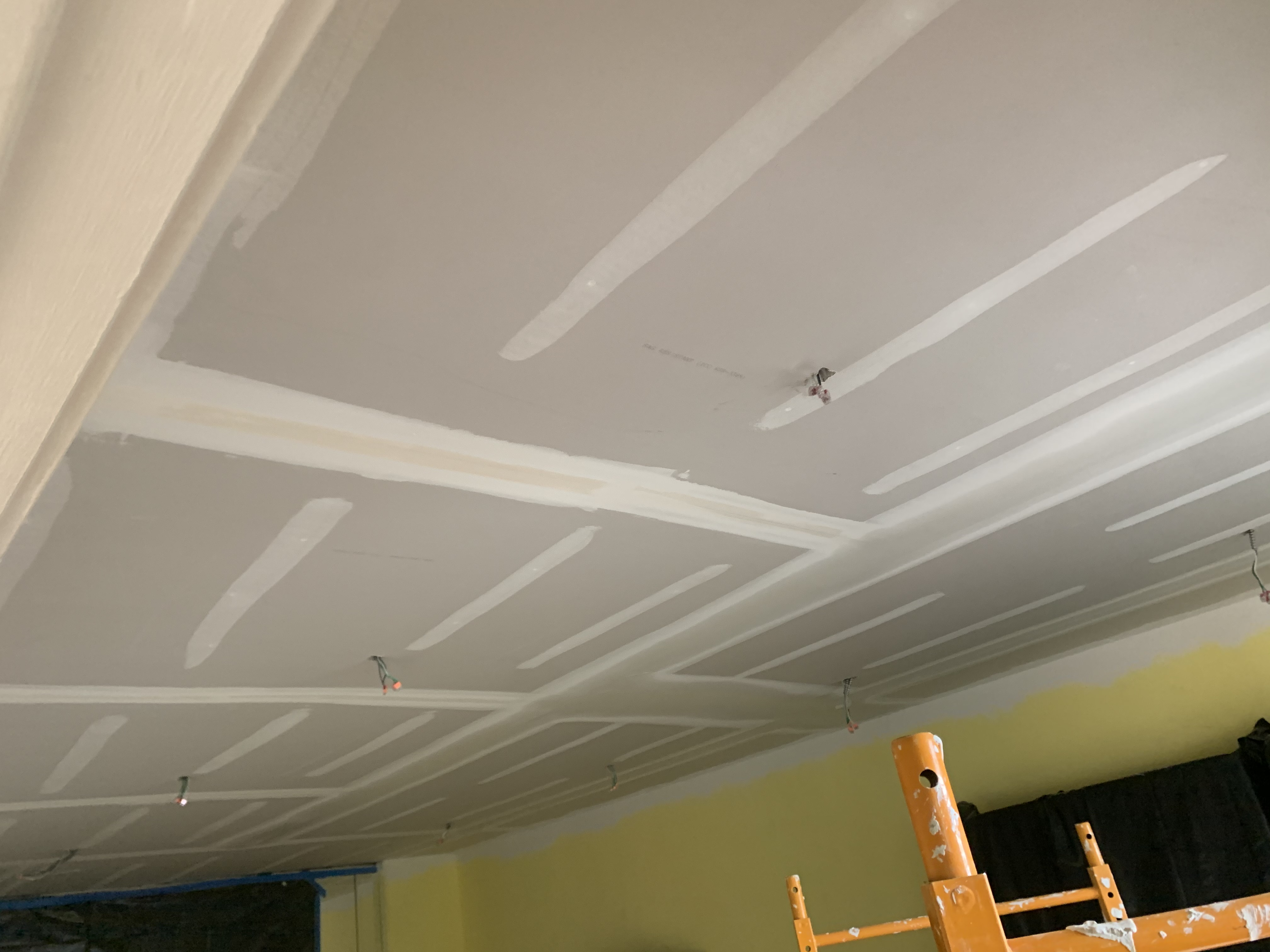
Звукоізоляційні матеріали, використані при оформленні стелі приміщення

Акусти́чні матеріа́ли (англ. acoustic materials) — матеріали, що зменшують енергію звукових хвиль (рівень шумів), поліпшуючи акустичні властивості приміщень. До акустичних матеріалів належать звуковбирні матеріали і прокладні звукоізоляційні матеріали

## Звуковбирні матеріали
Звуковбирні (звукопоглинальні) матеріали — матеріали (вироби), що поглинають звукові хвилі, знижуючи рівень шумів у виробничих приміщеннях та установках; різновид акустичних матеріалів. Поглинання звуку обумовлюється переходом коливальної енергії акустичних хвиль у тепло за рахунок втрат на тертя в порах матеріалу.
Тому для ефективного звукопоглинання необхідне використання пружних пористих структур (загальна пористість має бути не меншою від 75 % об'ємних з діаметром пор не більше 2 мм) зі значною кількістю відкритих сполучених між собою пор. Характеризуються такі матеріали коефіцієнтом звуковбирання — відношенням увібраної звукової енергії до всієї енергії звукової хвилі, що падає на матеріал. Крім цього, поглинальні матеріали повинні відповідати всім вимогам до внутрішніх оздоблювальних матеріалів і мати: вогне- та біостійкість, малу гігроскопічність, механічну міцність та декоративність.
Розрізняють звуковбирні матеріали:
- за структурою — волокнистої, зернистої та ніздрюватої будови;
- за твердістю — м'які, напівжорсткі та жорсткі;
- за станом поверхні — гладкі і перфоровані.

До м'яких звуковбирних матеріалів належать мати і рулони на основі скловолокна і мінеральної вати (коефіцієнт звуковбирання на середніх звукових частотах 250…1000 Гц становить 0,7…0,85). Такі звуковбирні матеріали застосовують з жорстким перфорованим екраном (алюмінієвим, азбестоцементним) або пористою плівкою. Напівжорсткі звуковбирні матеріали: деревноволокнисті плити, мінерало- і скловатні плити, плити з базальтового волокна (коефіцієнт звуковбирання відповідно 0,4; 0,65…0,75; 0,9…0,99) та поропласти. Зовні їх покривають склотканиною, пористою фарбою або плівкою. Жорсткими звуковбирними (коефіцієнт звуковбирання 0,6…0,8) є плити типу «Акмініт» і «Акмігран» — з гранульованої або суспендованої мінеральної вати, «Сілакпор» — з газобетону, гіпсові, а також плити і штукатурні розчини на основі пемзи, спучених вермікуліту і перліту тощо. Звуковбирні матеріали застосовують для звукоізоляції приміщень, в установках вентиляції та кондиціювання повітря, звукомірних камерах тощо.
Суттєвою вимогою до таких матеріалів є технологічна гнучкість, яка б дозволяла виготовлення поверхонь складної форми. Більшості цих вимог відповідають пінополіуретан, перфоровані гіпсові плити, багатошарові плити на основі мінеральної вати, армованої склотканиною тощо.

## Звукоізоляційні матеріали
Звукоізоляційні матеріали — прокладкові матеріали (вироби), призначені для звукоізоляції приміщень; різновид акустичних матеріалів. Звукової ізоляції можна досягти як за рахунок поглинання енергії звукової хвилі, так і за рахунок її відбиття в напрямку джерела звуку.
У звукоізоляційних матеріалів малий динамічний модуль пружності (1…15 МПа), що поряд з наявністю повітря у їхніх порах дає змогу зменшувати енергію удару й вібрації, знижуючи тим самим повітряний та ударний шум. Розрізняють звукоізоляційні матеріали жорсткі, напівжорсткі і м'які; пористо-волокнистої будови (наприклад, деревноволокнисті плити, плити, мати і рулони на основі скляної і мінеральної вати, волокон азбесту тощо товщиною 10…40 мм) і будови пористо-зубчастої (плити товщиною 5…30 мм, виготовлені з еластичних поропластів, наприклад, пінополіуретану, пінополіхлориду, смугові та листові поштучні прокладки з гуми).
Найефективнішими звукоізоляційними матеріалами є шаруваті системи з прошарками, в яких динамічний модуль пружності матеріалу заповнення повинен бути незрівнянно меншим за пружність жорстких шарів акустично однорідної конструкції. Це тонкі шари металу або жорсткого пластику, скріплені шарами пінополіуретану чи подібного матеріалу.
Для звукоізоляції використовують також природні і штучні сипкі матеріали (пісок, шлак тощо). 3вукоізоляційні матеріали застосовують у міжповерхових перекриттях (між несучими панелями стелі і конструкцією підлоги) і внутрішніх стінах (між панелями). З них виготовляють віброізоляційні прокладки під технологічне устаткування тощо.
Конкретний вибір матеріалу й товщини шарів залежить від конкретного місця застосування матеріалів.